# Inmigración mexicana en Honduras
Inmigración de ciudadanos mexicanos por diferentes motivos hacia la república de Honduras.

## Antecedentes

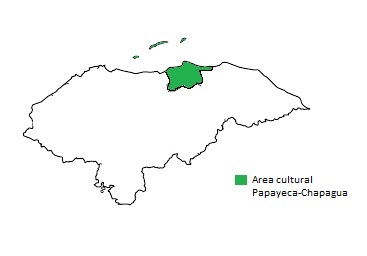
Zona donde se habló lengua papayeca en territorio hodnureño durante el posclásico, un derivado del Náhuatl.

Se sabe por la historia que los primeros habitantes de la placa continental llegaron desde el norte hacia el sur; en este caso, los paleoindios se establecieron en las zonas más prosperas de lo que hoy es el continente americano. Sin duda, al establecerse como sociedades los mexicanos fueron los primeros en poblar lo que es hoy, la nación hondureña. Tlapalán era el nombre de lo que hoy es el territorio de la república de Honduras, dicho término es de origen mexicano. La lengua mexicana abarcó gran cantidad de territorio centroamericano debido a la inmigración de grupos mexicanos, previa aparición de los propios lencas.

## Época Colonial

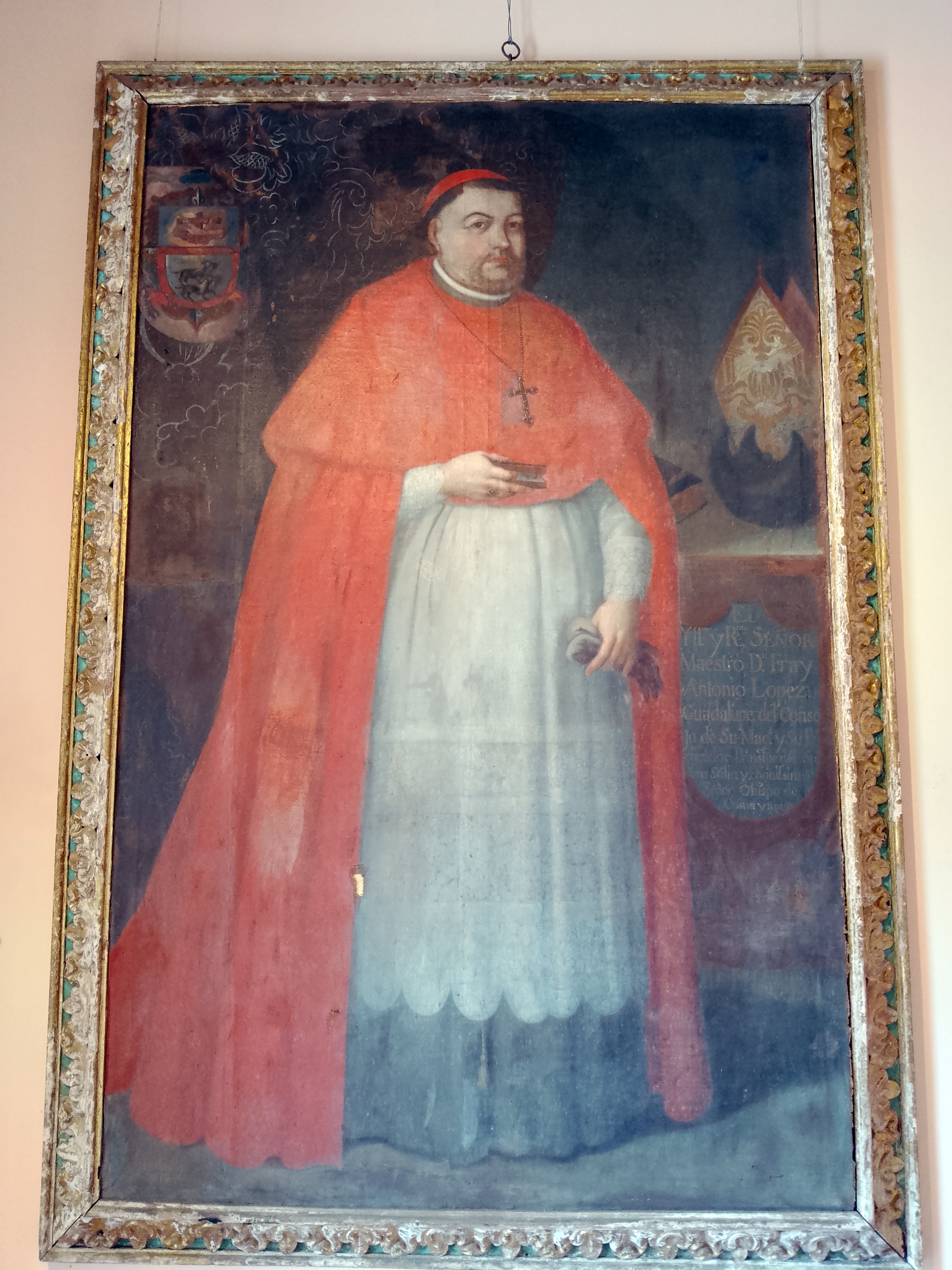
Obispo Mexicano Fray Antonio Guadalupe López Portillo radicado en Comayagua, ayudo a la creación del Colegio tridentino de San Agustín.

En 1524 desembarco en Honduras el conquistador Cristóbal de Olid con una tripulación de Tlaxcaltecas y algunos Mexicas ya avasallados eventualmente llegaría Hernán Cortes para apresarlo por traición quien también traía tropas indígenas oriundo del hoy territorio Mexicano.
Una vez acabada la conquista Honduras formó parte de la llamada capitanía general de Guatemala, la cual a su vez era un territorio del Virreinato de Nueva España, de esta manera población del Reino de México podía trasladarse a diversas zonas del virreinato incluida Centroamérica por diversos motivos.   

## 

Mapa de México, luego de la anexión de Centroamérica.
Tratados de Córdoba
Adquisiciones (1821-1822)

## SigloXIX

### Era Imperial
Honduras declara su independencia de Nueva España, del Reino de Guatemala y del Reino Español, el 15 de septiembre de 1821, al igual que sus hermanas las recién conformados estados Centroamericanas; seguidamente, cuatro meses después en el mes de enero de 1822, una fuerza militar al mando de Vicente Filísola entró en Centroamérica con el fin de apoderarse de la misma, y en un Acto Político meramente protector, sin consensuar las posibles desavenencias, Honduras y sus hermanas centroamericanas -Guatemala, El Salvador, Nicaragua y Costa Rica- se anexa al Primer Imperio Mexicano, de Agustín de Iturbide. El licenciado José Cecilio del Valle en 1822 es nombrado como diputado al congreso mexicano representando a Tegucigalpa y Chiquimula; Valle y otros diputados fueron encarcelados a finales de 1822 supuestamente acusados de conspirar contra el Imperio, una vez terminadas las investigaciones en 1823, Valle fue absuelto y mostrando su lealtad es que fue nombrado el 23 de febrero como Secretario de Relaciones Exteriores e Interiores del Imperio Mexicano, Valle siempre sostuvo que la anexión era una cruel forma de desbaratar la independencia de 1821 y proclamaba el retiro de Centroamérica del Imperio, al igual que Valle muchos pensaban de igual forma, es así que la presión de estos representantes centroamericanos, más los propios libertarios mexicanos es que dieron fin al primer Imperio mexicano.
- El coronel Vicente Domínguez de orientación conservadora y federal, hace suya la lucha en Centroamérica; casado con la hondureña Gertrudis Alegría Alvarado. Domínguez vendría ser el antepasado de los generales y políticos hondureños Vicente Williams Domínguez y de Abraham Williams Calderón.

Entre los militares mexicanos oficiales del Ejército Aliado Protector de la Ley, comandado por Francisco Morazán, se encontraban:
- El general Agustín Guzmán que falleció en la invasión a Guatemala.
- El teniente coronel Mariano Silverio Peña, suboficial del Coronel José María Gutiérrez Osejo, falleció en 1832 en la Batalla de San Fernando de Omoa.
- El coronel Antonio José Martínez, primeramente fue oficial del ejército mexicano, se unió al Ejército Aliado y luchó en Soconusco, fue ascendido a general pero falleció al año siguiente 1833.
- El coronel José María Yáñez, también oficial que fue del general Francisco Morazán.

Honduras como un estado y organizado, emitió la Ley a favor de la Inmigración en la presidencia del Capitán general José María Medina, ese fue el primer llamado para que los extranjeros llegasen a la nación a establecerse; seguidamente fue el doctor Marco Aurelio Soto quien reformó la república y dio gran importancia al extranjero que deseaba residir en Honduras, debido al capital económico que traería y eso sustentaría su base fundamental de Modernización del Estado; cuando el general Luis Bográn era presidente, se dio otra importancia a los extranjeros que llegaban al territorio nacional, es así que Bográn nombró a Antonio Ramón Vallejo, para que elaborara un Censo general de la República de Honduras mismo que fue levantado un 15 de junio de 1887, en el registraba que los extranjeros en Honduras eran: 185 norteamericanos, 77 españoles, 72 franceses, 1,033 ingleses, 43 alemanes, 4 rusos, 2 suizos, 13 italianos, 4 belgas, 2 daneses, 1 holandés, 1 portugués, 1 brasileño y 1 chino, sin contar los centroamericanos y otros ciudadanos hispanoamericanos de México y de Colombia, en 1889 el censo poblacional total de Honduras arrojaba la cantidad de 300,000 habitantes dispersos por todo el territorio nacional.

## SigloXX
En este siglo y aprovechando las leyes de inmigración emitidas por el gobierno hondureño, muchos mexicanos emprendieron el viaje hacia el sur, hasta Honduras y establecerse en las ciudades de Tegucigalpa, San Pedro Sula, La Ceiba, entre otros lugares y así afincarse para fundar sus empresas.
- 1919, Durante la primera guerra civil de Honduras el coronel Teófilo Castillo, nombrado Comandante de armas de Santa Bárbara, mantiene en el mes de agosto un intenso combate en San Nicolás con las fuerzas rebeldes al mando del general José María Reina, Castillo fue derrotado y no pudo frenar el avance de los rebeldes hacia San Pedro Sula.
- 1920, Víctor Longino Becerra Váldez, originario de León, Guanajuato, participó en la Revolución mexicana, al lado de Francisco Villa, seguidamente se traslada a Honduras junto a su padre Jorge Abraham Becerra, a trabajar en la minería. Longino Becerra después participaría en la revolución hondureña comparte actuante en la Batalla de La Vueltas. casado que fue con la hondureña Sofía Alvarado Tábora, con quien procrearía a Longino Becerra, Moisés Becerra y Roberto Becerra Alvarado.[5]
- 1934, el hondureño Eduardo Berlioz Aceituno, se casa con la mexicana residente en Honduras, Sara Masiel en Tegucigalpa.
- 1936, Santiago Saénz Rico viaja a Honduras y se convierte en el primer locutor internacional en laborar en la Radio HRN.
- 1950, Se establecen los Cines Hispanos en Honduras, con capital mexicano.
- 1978, la empresa Fertilizantes de Centroamérica FERTICA, opera en Honduras, fundada con capital mexicano.
- 1981, las corporaciones hondureñas COHDEFOR y CORFINO promueven proyectos de pulpa y papel cuyo costo se estima en US$ 500 Millones de dólares, con participación de empresarios mexicanos, franceses e italianos.[6]
- 1993, se establece en Honduras la Empresa de Tabacos San Andrés, con capital mexicano.
- 2009, treinta grandes empresas mexicanas operan en la nación, entre ellas: Aeroméxico, Banco Azteca, Bimbo, Cemex, Cemix, Cinépolis, Claro, Comex, Elektra, Maseca, Pemex, Telmex, etc. Todas de acuerdo a lo establecido en el Acuerdo para la Promoción y Protección Recíproca de Inversiones, fechado el 18 de marzo de 1994; hasta la fecha (2009) generaban a la nación hondureña la cantidad de US$ 2,700 Millones de dólares.[7] Más tarde se firmará entre México, Honduras, El Salvador, Guatemala, Nicaragua el Tratado de Libre Comercio, fechado el 29 de junio del año 2000.
- 2014, se estima que las inversiones mexicanas en Honduras, producen US$ 1,000 millones de dólares.
- 2015, el empresario Ángel Gonzáles, es propietario de la cadena de televisión ALBAVISION que opera en Honduras, las empresas televisoras VTV (antes VICA TV), Telered 21, Canal 30, TV Universal, Canal 12, Canal 8, Cnal 54, MasTV y ahora Mundo TV.
- 2016, el ciudadano mexicano Gustavo Castro Soto -residente en Honduras- es herido durante el asesinato de la activista Berta Cáceres. Soto es representante de los Derechos Humanos (DD HH) en Honduras.

En el año 2013 el censo oficial de los extranjeros nacionalizados hondureños fue de 29,000 personas, de los cuales 23,577 eran de países del continente americano, 2,939 de países de Europa, 56 de países de África, 19 de países de Oceanía y 2, 603 provenientes de Asia, de los cuales 1,415 son chinos.

## Honduromexicanos
Entre los muchos hijos de ciudadanos inmigrantes mexicanos con ciudadanos hondureños, están:
- Kenia Melissa Andrade, hija del mexicano Martín Andrade y de la hondureña Ninoska de Andrade; Kenia fue Miss Honduras 2009, participó en Miss Downey Princess 2004, Miss Teen Model USA 2006, Miss Malibú USA 2008, Miss California USA 2008, quedando en el TOP15 y Miss International 2009.[9]
- Jennifer Andrade (Hermana de Kenia Melissa Andrade), Miss Honduras 2012, fue octava finalista del Concurso reality show Nuestra Belleza Latina de Univisión.[10]
- Porfirio Hernández, escritor.

### Políticos honduromexicanos
El doctor Francisco Cruz Castro llegó a ser Presidente de Honduras, siendo hijo del señor José María Cruz inmigrante mexicano y la señora Rumualda Castro de origen salvadoreña, Francisco Cruz Castro nació en Honduras.

## Aportes
La cultura mexicana a la nación hondureña, ha aportado: lengua (mexica), gastronomía, música, danzas y bailes, educación e intercambios culturales (becas de estudio, de investigación, posgrados, etc.) fútbol.